# Maria da Piedade de Jesus
Pour les articles homonymes, voir Jésus (homonymie).
Maria da Piedade de Jesus, née en 1963 à Moçâmedes (Angola), est une préhistorienne et femme politique angolaise. Elle a été ministre de la Culture de l'Angola de juin 2019 à avril 2020.

## Formation
Maria da Piedade de Jesus a d'abord fréquenté l'école primaire de la municipalité de Chongorói (de), dans la province de Benguela, puis l'école secondaire de la ville de Benguela. À l'âge de 12 ans, elle est devenue membre de l'organisation de jeunesse OPA du Mouvement populaire de libération de l'Angola (MPLA) à Chongorói. À partir de 1982, elle a travaillé comme assistante de recherche au Musée national d'Archéologie de Benguela (de). Elle a obtenu son premier diplôme en histoire à l’université Agostinho-Neto de Benguela, puis son master (2004) et le diplôme d'études approfondies (DEA) (2005) en archéologie africaine à l’Université Paris 1 Panthéon-Sorbonne, où elle a étudié la paléoanthropologie. En 2010 elle y a obtenu son doctorat.

## Carrière académique
De 2006 à 2013, Maria da Piedade de Jesus a été chargée de cours en archéologie à l'université Katyavala Bwila (anciennement université Agostinho-Neto) à Benguela, puis chargée de cours de 2015 à 2017 et cheffe du département d'archéologie et d'anthropologie de l'université Agostinho-Neto, à Luanda.

## Travaux
En tant que coordinatrice, elle a lancé le projet Mbanza-Kongo le 8 juillet 2017 sur la liste du Patrimoine mondial de l'UNESCO. Dans le même rôle, elle tente également d'intégrer l'art rupestre préhistorique de Chitundo-Hulo sur cette liste.

## Carrière politique
Depuis 2005, Maria da Piedade de Jesus est membre de l'organisation des femmes angolaises (Organização da Mulher Angolana). En 2013, elle a été nommée directrice générale de l'Institut du patrimoine culturel national (Instituto Nacional do Património Cultural). La même année, elle était également chef de l'administration scolaire dans le centre-ville de Benguela, en 2014-2015 à Coqueiro et en 2016-2018 à Cacuaco. En juin 2019, elle a été nommée ministre de la Culture par le président João Lourenço, succédant à Carolina Cerqueira. Elle était auparavant secrétaire d'État dans ce ministère. Adjany Costa lui succède en avril 2020.

## Publications
- Manuel Gutierrez, Claude Guérin, Maria Piedade de Jesus, Maria Léna, Exploitation d'un grand cétacé au Paléolithique inférieur: Le site de Dungo V à Baia-Farta (Benguela-Angola), in Comptes-Rendus de l'Académie des Sciences, séries IIA Sciences de la terre et des planètes 332, 2001, p.357-362
- Manuel Gutierrez, Claudine Karlin, Claude Guérin, Jérémie Vosges (França), Maria Léna, Le chantier-école de fouilles archéologiques de Baia-Farta (Benguela-Angola), in Africa: Archéologie & Art 2, 2002–2003, p.197–108
- Maria Piedade de Jesus, Recherche sur le Paléolithique Inférieur en Angola, Resumo do trabalho de Defesa do primeiro ano de mestrado em arqueologia Africana, in Afrique: Archéologie & Art 3, 2004–2005
- Maria Piedade de Jesus, Essai d'étude tracéologique d'un corpus lithique Acheuléen du Sun d'Angola, Resumo do trabalho de defesa dos DEA (Estudos Aprofundados) em Arqueologia Africana, in Afrique: Archéologie et art 4, 2006
- Manuel Gutierrez, Claude Guérin, Claudine Karlin, Maria da Piedade de Jesus, ML Benjamin, A.-E. Lebartard, DL Bourlés, R. Brauch, L. Leanni, Recherche archéologique à Dungo (Angola), Un site de Charognage de Baleine de plus d'un million d'années, in Africa: Archéologie & Art 6, 2010, p.25–47
- Maria da Piedade de Jesus, Recherche sur le Paléolithique Inférieur de la Bande Côtière d'Angola, Etude comparative tecno-typologique et tracéologique du matériel lithique des sites de Dungo IV, Dungo V, Dungo XII, in Africa: Archéologie & Art 6, 2010, p.103-105 (résumé de la thèse, version numérisée)
- Maria da Piedade de Jesus, Pesquisas arqueológicas em Pré-História, Memória da cultura da Região Leste de Angola, Catalogo do museu do Dundo, Ministério da Cultura, 2012